# Mülheim (Blankenheim)
Mülheim is een plaats in de Duitse gemeente Blankenheim (Ahr), deelstaat Noordrijn-Westfalen, en telt 500 inwoners.